# 厄立特里亚国旗
厄立特里亚國旗是一面由綠色、藍色兩個直角三角形和夾在中間的紅色等腰三角形組成的旗幟。紅色三角形上有黃色的花環圍繞着的橄欖枝。绿色代表国家的农业、蓝色代表红海及其海洋资源，红色代表独立斗争中的流血；從左到右紅色的面積漸漸減少至消失，象徵着流血的不断减少。花环共有30片叶子，象征着厄立特里亚独立战争的年数。
国旗上的绿色代表着该国的农业和畜牧业，蓝色代表着海洋的恩赐。红色象征着厄立特里亚争取独立斗争中的浴血奋战，花环上的三十片叶子象征着为争取独立而奋斗的三十年。
此国旗启用于1993年5月24日，即厄立特里亚脱离埃塞俄比亚正式独立建国之日，1995年12月5日，厄立特里亚国旗纵横比例作出修改，由2比3改为1比2，图案不变。
1997年发行的厄立特里亚官方货币纳克法硬币上刻有六种厄立特里亚本土动物；硬币背面是一群厄立特里亚人民解放阵线的战士举着国旗，并用英文写着“自由、平等、正义”的口号。

## 历史国旗
1952年厄立特里亚终结意大利殖民统治，与埃塞俄比亚结为联邦时，曾被特许使用自己的自治政府旗帜，但1961年，埃塞俄比亚强制取消厄立特里亚自治省地位后，该旗帜被废除。
- 1952-1961，厄立特里亚省（隶属埃塞俄比亚帝国）
- 1970-1994年，厄立特里亚人民解放阵线旗帜
- 1993-1995，厄立特里亚国（第一代国旗）

## 其它旗帜

厄立特里亚总统的旗帜
人民民主与正义阵线旗帜